# Nattefrost
Nattefrost es un proyecto de black metal noruego del año 2003 de Roger Nattefrost (Roger Rasmussen) de Carpathian Forest , World Destroyer
Mientras que Carpathian Forest es un old school/atmospheric black metal, Nattefrost va aún más lejos la incorporación del punk de influencia, estilísticamente similar a principios de Mayhem en lanzamientos como Deathcrush . La primera versión, Blood and Vomit fue casi completamente realizado por Nattefrost, con ayuda adicional de un número de músicos de otras bandas que Nattefrost ha asociado. Vrangsinn, el bajista y vocalista de respaldo de Carpathian Forest , que realiza coros en las pistas 1, 2 y 8, y el bajo en la pista 3. Nordavind realizó vocal en la pista 5 y los coros en la pista 3. Evind Kulde, quien también forma parte World Destroyer junto con Vrangsinn, realizó los coros en la pista 2.
Mientras que el primer álbum de Nattefrost se realiza principalmente por R. Nattefrost, terrorist , es un conglomerado enorme de muchos músicos, muchas veces con la misma persona de juego diferentes instrumentos en diferentes pistas, o completamente diferente línea-ups por completo.

## Discográfica
| Year | Title                               | Type                             |
| ---- | ----------------------------------- | -------------------------------- |
| 2004 | Blood & Vomit                       | Studio álbum                     |
| 2005 | Terrorist                           | Studio álbum                     |
| 2006 | Drunk and Pisseskev at Ringnes 2004 | Live EP                          |
| 2008 | Hell Noise and Live Terrorism       | Compilation álbum                |
| 2009 | Engangsgrill                        | Studio álbum (split with Fenriz) |

## Enlaces
Engangsgrill MySpace

Reverbnation] (enlace roto disponible en Internet Archive; véase el historial, la primera versión y la última).

Nattefrost comunidad oscura (enlace roto disponible en Internet Archive; véase el historial, la primera versión y la última).